# Жуков, Иван Михайлович (Герой Советского Союза)
Иван Михайлович Жуков (1906—1954) — старший сержант Рабоче-крестьянской Красной Армии, участник Великой Отечественной войны, Герой Советского Союза (1945).

## Биография
Иван Жуков родился в 1906 году в деревне Ново-Курцово (ныне — Старицкий район Тверской области). Получил неполное среднее образование. В 1926 году Жуков окончил курсы трактористов в Калинине, после чего работал старшим механиком. В 1928—1930 годах проходил службу в Рабоче-крестьянской Красной Армии. В 1941 году он повторно был призван в армию. С начала Великой Отечественной войны — на её фронтах. К апрелю 1945 года старший сержант Иван Жуков командовал отделением мотористов 4-го моторизованного понтонно-мостового полка 47-й армии 1-го Белорусского фронта. Отличился во время форсирования Одера.
10-15 апреля 1945 года Жуков на катере переправлял советские войска через Одер в районе населённого пункта Целлин (ныне — Челин в 25 километрах к северо-западу от Костшина-над-Одрой). Благодаря действиям Жукова на западный берег Одера было переправлено в общей сложности 55 танков и 75 орудий с тягачами.
Указом Президиума Верховного Совета СССР от 31 мая 1945 года старший сержант Иван Жуков был удостоен высокого звания Героя Советского Союза с вручением ордена Ленина и медали «Золотая Звезда».
После окончания войны Жуков был демобилизован. Проживал в Калинине, работал директором машинно-тракторной станции, техническим руководителем Калининского авторемонтного завода. Умер в марте 1954 года.
Был также награждён двумя орденами Красной Звезды и рядом медалей.